# حامد اسماعیلیون
حامد اسماعیلیون (زادهٔ ۲۱ اسفند ۱۳۵۵) فعال سیاسی، دندان‌پزشک و داستان‌نویس ایرانی و از نسل نوی نویسندگان ادبیات فارسی است. او برای کتاب‌های آویشن قشنگ نیست و دکتر داتیس، جایزهٔ هوشنگ گلشیری را دریافت کرده‌است.
همسر او پریسا اقبالیان و ری‌را دختر آن‌ها، در پی شلیک پدافند هوایی سپاه پاسداران انقلاب اسلامی به پرواز شماره ۷۵۲ هواپیمایی بین‌المللی اوکراین کشته شدند. اسماعیلیون رئیس هیئت‌مدیره انجمن خانواده‌های جانباختگان پرواز پی‌اس ۷۵۲ است که پس از این واقعه با هدف محاکمه عاملان حمله، تأسیس شده‌است، همچنین او تا اواسط خیزش ۱۴۰۱ ایران سخنگوی این انجمن بود که از آن استعفا داد.

## زندگی
حامد اسماعیلیون زادهٔ ۲۱ اسفند ۱۳۵۵ در کرمانشاه است. پدر و مادر او اهل شهر اراک در استان مرکزی بودند و به‌سبب اشتغال پدر در شرکت نفت به کرمانشاه مهاجرت کردند. حامد اسماعیلیون دورهٔ کودکی و نوجوانی را در همین شهر گذراند و از سال ۱۳۷۴ تا ۱۳۷۹ در دانشگاه تبریز به تحصیل در رشتهٔ دندان‌پزشکی مشغول بود. پس از آن مدتی در گلستان و مازندران و در نهایت به مدت هفت سال در تهران زندگی و کار کرد. اسماعیلیون در سال ۱۳۸۹ به همراهِ خانواده‌اش به کانادا مهاجرت کرد و هم‌اکنون در ریچموندهیلِ کانادا زندگی می‌کند.

### مرگ همسر و دخترش
پریسا اقبالیان (همسر) و ری‌را اسماعیلیون (۹ ساله)، تنها فرزند حامد اسماعیلیون، در سانحهٔ هدف قرار گرفتن هواپیمای پرواز شمارهٔ ۷۵۲ هواپیمایی بین‌المللی اوکراین در سحرگاه چهارشنبه مورخ ۱۸ دی‌ماه سال ۱۳۹۸ که از فرودگاه امام خمینی عازم کی‌یف پایتخت اوکراین بود با دو موشک سپاه پاسداران جمهوری اسلامی که به فاصلهٔ ۲۳ ثانیه از یکدیگر شلیک شد، جان باختند. در حالی‌که فضای هوایی کشور به‌علت فعالیت‌های نظامی باید بسته می‌شد، این هواپیما که قرار بود در ساعت ۵:۱۵ صبح پرواز داشته باشد با تأخیر یک‌ساعته در ساعت ۶:۱۲ صبح به پرواز درآمد. تنها چند دقیقه پس از پرواز، در اطراف شهر پرند ساقط شد و همهٔ ۱۷۶مسافر و خدمه این پرواز، جان خود را از دست دادند.
حامد اسماعیلیون با انتشار یادداشتی در ۱۸ دی ماه ۱۳۹۸ در اینترنت احساس خود را به این صورت بیان کرد:
برای به خاک سپردنِ آرزوهای پریسایم چشم‌های ری‌رایم عازم تهرانم. در میان ما سه نفر عاشقانه‌های زیادی هست که تا مرگم پیش من خواهد ماند و آن را عریان نخواهم کرد. امیدوارم آن روز زودتر برسد. هیچ از چند و چون پرواز اوکراین نمی‌دانم و می‌روم که آن چشمان درخشان را به خاک بسپارم. توان پاسخگویی به هیچ پیغامی را ندارم و راهی هیچستانم. مرا ببخشید.
محل سانحه به‌سرعت و به‌طور کامل پاک‌سازی شد و اجازهٔ بررسی سانحه داده نشد. پس از سه روز انکار و تحت فشارهای سنگین بین‌المللی، سپاه پاسداران انقلاب اسلامی اعتراف کرد که این هواپیما با موشک‌های سپاه سرنگون شده‌است. واقعیت و چگونگی این اتفاق هنوز آشکار نشده‌است. مقامات ایران هنوز اجازهٔ تحقیقات منصفانه درمورد سقوط هواپیما را نداده‌اند.
حامد اسماعیلیون پس از مرگ خانواده‌اش، خود را «نویسندهٔ نانجیب» معرفی کرد.

## آثار
مهم‌ترین فعالیت‌های ادبی اسماعیلیون پس از پایانِ تحصیلاتِ دانشگاهی‌اش انجام شده‌است. او به مدت ده سال در وبلاگ «گم‌شده در بزرگ‌راه» می‌نوشت که گرچه اکنون مدتی‌ست این وبلاگ به‌روز نمی‌شود اما هنوز برخی از نوشته‌های آن وبلاگ در نشریات پزشکی و دندان‌پزشکی منتشر می‌شود. مجموعه داستان‌ها و رمان‌های او عبارتند از:
- آویشن قشنگ نیست (۱۳۸۷): برندهٔ جایزهٔ بهترین مجموعه داستان اول در بنیاد گلشیری شد و کاندید برخی جوایز ادبی دیگر. این کتاب پس از سال‌ها حضور در کلاس‌های داستان‌نویسی امیرحسن چهلتن در مؤسسهٔ کارنامهٔ تهران از سوی نشر ثالث منتشر شده بود و تا امروز به چاپ هفتم رسیده‌است.[۱۴]
- قناری‌باز (۱۳۸۹) مجموعه داستان منتشر شده توسط نشر چشمه
- دکتر داتیس[۱۵] (۱۳۹۱) نشر چشمه و برندهٔ جایزهٔ بهترین رمان اول در بنیاد گلشیری.[۱۶] این کتاب به چاپ سوم رسیده‌است.
- گاماسیاب ماهی ندارد[۱۷] (۱۳۹۲) رمان منتشر شده توسط نشر ثالث. این کتاب جزو کتاب‌های پرفروش در آن سال بوده‌است و اجازهٔ تجدیدِ چاپ ندارد.[۱۸]
- توکای آبی[۱۹](۱۳۹۷) نشر مهری در لندن.[۲۰] این کتاب پس از چندین سال انتظار و بلاتکلیفی در وزارت ارشادِ ایران به خواست نویسنده در خارج از ایران منتشر شد. پیش از این فصلی از رمان در مجلهٔ همشهری داستان به همین نام منتشر شده‌است.
- تابستانی با پنج تیر انتشارات پری‌را چاپ اول ۱۴۰۱
- خاطرات بریده‌ی صدراعظم انتشارات پری‌را چاپ اول ۱۴۰۱
- در این خانه برف می‌بارد انتشارات پری‌را چاپ اول ۱۴۰۱[۲۱]
- نباید نوشته می‌شد (همراه با سایر بازماندگان پرواز پی‌اس ۷۵۲) انتشارات پری‌را چاپ اول ۱۴۰۱[۲۲]

به جز مصاحبه‌های متعددی که با او انجام و در جراید و رسانه‌ها منتشر شده‌است او سابقهٔ همکاری با نشریات انجمن دندان‌پزشکی ایران، سلامت، فرهیختگان، داستان همشهری و ادبیات و سینما در شماره تازه «سینما و ادبیات» را داشته‌است. ویراستاریِ کتاب علمی کنگره‌های سالانهٔ بین‌المللیِ دندان‌پزشکی در ایران هم از دیگر فعالیت‌های اوست. 

## انجمن خانوادهٔ قربانیان پرواز پی‌اس ۷۵۲

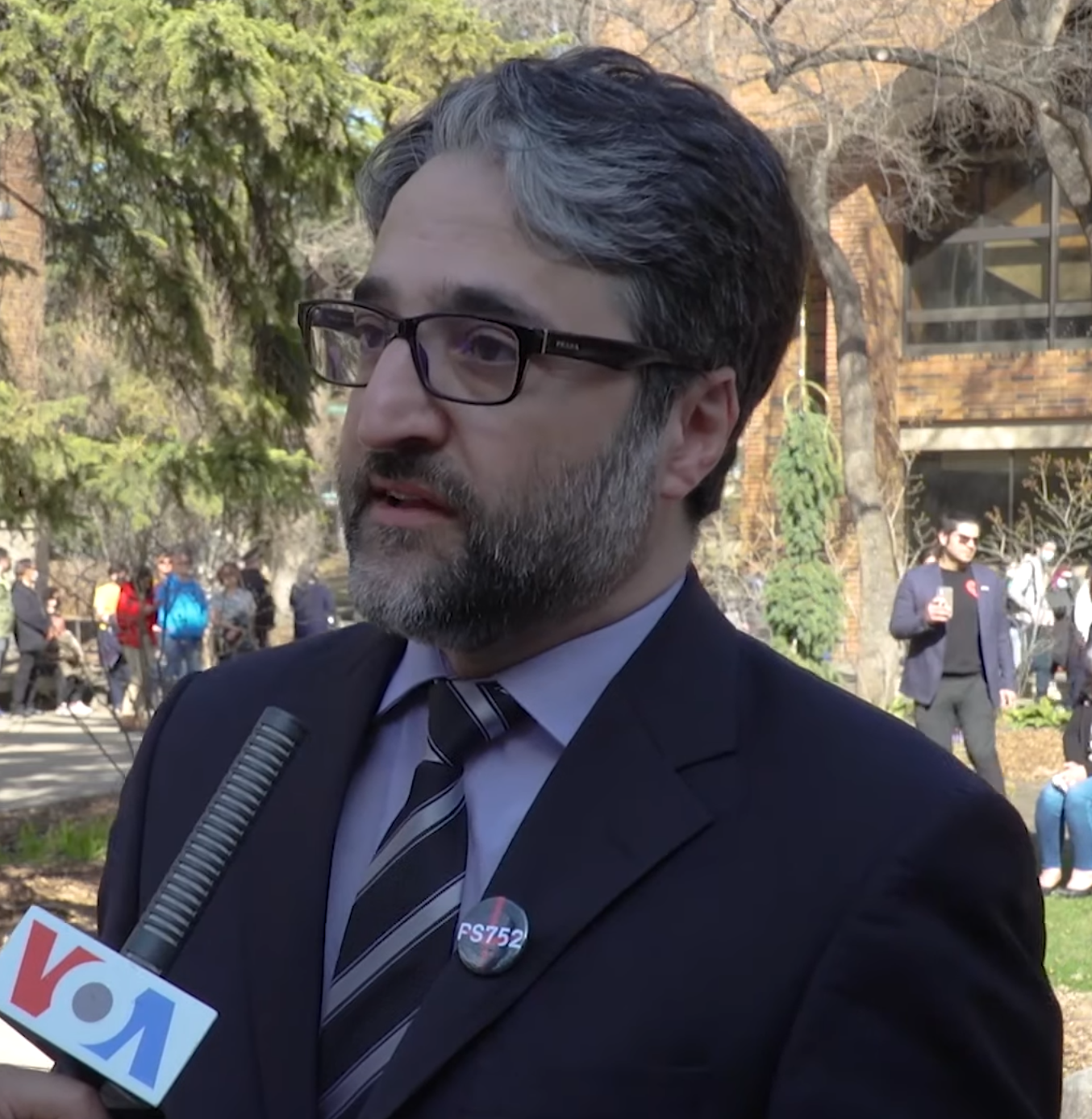
حامد اسماعیلیون سخنگوی انجمن خانواده‌های جانباختگان پرواز پی‌اس ۷۵۲ در حال مصاحبه در مورد امیدواری به برگزاری دادگاهی مشابه دادگاه حمید نوری برای سرنگونی پرواز شماره ۷۵۲.

اسماعیلیون از مؤسسان و همچنین سخنگوی انجمن خانواده‌های جانباختگان پرواز پی‌اس ۷۵۲ هواپیمایی اوکراین است که به‌گفتهٔ وی درصدد «دادخواهی برای این جنایت» و همچنین «بزرگداشت یاد جان‌باختگان» هستند.

### کمپین تحریم هوایی ایران
حامد اسماعیلیون یک کمپین بین‌المللی با عنوان «آسمان ایران امن نیست» با استفاده از نهادهای کانادایی و همراهی رسانه‌های بین‌المللی راه انداخت و با این دلیل که هنوز تکلیف سقوط هواپیمای اوکراینی مشخص نشده‌است خواهان تحریم آسمان ایران شد

## تهدید به مرگ
حامد اسماعیلیون سخنگوی انجمن خانوادهٔ قربانیان پرواز ۷۵۲ که در تورنتو ساکن است هم‌زمان با به قتل رسیدن مهدی امین اعلام کرد که تهدید به مرگ شده‌است.
نهایتاً پلیس یک زن را به نام شارمین آن گیسالتا (Charmaine Anne Guisalta) در ارتباط با به قتل رسیدن مهدی امین بازداشت کرد و پلیس اعلام کرد که قتل سیاسی نبوده‌است.

## حمایت از اعتراضات سراسری ۱۴۰۱ ایران
حامد اسماعیلیون در اعتراضات سراسری ایرانیان به کشته‌شدن مهسا امینی که توسط گشت ارشاد نیروی انتظامی در تهران دستگیر شده بود فعالیتهای مؤثری در خارج از ایران انجام داد.

### فراخوان اعتراضات
حامد اسماعیلیون با دعوت از ایرانیان مقیم خارج از کشور در روز اول اکتبر ۲۰۲۲ راهپیماییهای گسترده‌ای را در بیش از یکصد شهر در کشورهای اروپایی و آمریکایی علیه حکومت ایران سازماندهی کرد. بنا بر گفته پلیس کانادا در این روز بیش از پنجاه هزار نفر فقط در شهر تورنتو در کانادا راهپیمایی کرده و علیه حکومت اسلامی ایران شعار دادند.

هزاران معترض ایرانی در برلین در راهپیمایی سازماندهی شده توسط اسماعیلیون

سپس در پاسخ به فراخوانی که اسماعیلیون منتشر کرد در روز شنبه ۳۰ مهر (۲۲ اکتبر) هزاران نفر در برلین اعتراض خود را به جمهوری اسلامی اعلام کردند. در این راهپیمایی گسترده، که به مدیریت او و جمعی از یارانش ترتیب یافت، به‌گزارش پلیس برلین ۸۰٫۰۰۰ نفر شرکت کرده بودند. گزارش‌هایی دیگر حاکی از حضور ۱۰۰ هزار نفر در این تجمع بود. برخی از مردم از دیگر شهرهای آلمان و اروپا و حتی از سراسر جهان به برلین رفتند. این تجمع و راهپیمایی، به گسترده‌ترین تجمع ایرانیان خارج از کشور در طول تاریخ بدل شد و شرکت طیف‌های گوناگون سیاسی و اجتماعی رویدادی تاریخی را در همبستگی علیه جمهوری اسلامی رقم زد.

### درخواست تشکیل شورای هماهنگی
حدود ۳۰ فعال سیاسی داخل ایران در ۲ آبان با انتشار بیانیه‌ای خواستار نقش‌آفرینی اسماعیلیون در تشکیل یک شورای هماهنگی در خارج از کشور برای «پیش بردن و بقای خیزش انقلابی» مردم ایران شدند.

### پیمان دادخواهی
اسفند ۱۴۰۱، حامد اسماعیلیون و ۸۲ تن دیگر از کنشگران عرصه دادخواهی، با امضای «پیمان دادخواهی» در راستای ساخت مبنایی برای «همبستگی» در پیشبرد «جنبش زن، زندگی، آزادی»، بر اصولی مانند نفی خشونت و برقراری عدالت و حقیقت، عهد بستند. این گروه، امضا کرده‌اند که برای فردای ایران به اصولی پایبندند که بخشی از تمامی کنوانسیون‌ها و میثاق‌های جهانی ناظر بر رعایت حقوق‌بشر است.
نرگس محمدی، پرستو فروهر، آتش شاه‌کرمی، اکرم نقابی، شهناز اکملی، شیرین عبادی، مهرانگیز کار، شکوفه یداللهی، کیوان صمیمی، نسرین ستوده، ایرج مصداقی، رضا معینی و عفت ماهباز از دیگر امضاکنندگان این پیمان‌‌نامه هستند.